# Palagónia
Palagónia (português europeu) ou Palagônia (português brasileiro) (em italiano:  Palagonia) é uma comuna italiana da região da Sicília, província de Catania, com cerca de 16 626 habitantes. Estende-se por uma área de 57 km², tendo uma densidade populacional de 292 hab/km². Faz fronteira com Lentini (SR), Militello in Val di Catania, Mineo, Ramacca.

## Demografia
| Variação demográfica do município entre 1861 e 2011                               |
|                                                                                   |
| Fonte: Istituto Nazionale di Statistica (ISTAT) - Elaboração gráfica da Wikipedia |